# Filmkritik (Zeitschrift)
Filmkritik war eine deutsche Filmzeitschrift, die von 1957 bis 1984 erschien.

## Geschichte
Die Gründung der Zeitschrift Filmkritik 1957 durch Enno Patalas und Wilfried Berghahn war ein bewusster Bruch mit jener überkommenen Form von Filmkritik, die bis dahin im Nachkriegsdeutschland dominierte. Die erste Nummer erschien im Januar 1957 in München. Sie richtete sich gegen die traditionelle „feuilletonistische Kritik“ und begriff Film als Ideologieproduktion. Die Lust am Schreiben und Lesen sollte sich aus der Freude am Erkennen speisen. „Gerade die Kritik müsste Brechts Lust unseres Zeitalters hervorrufen, alles so zu begreifen, dass wir eingreifen können.“
Ein wichtiger Bezugspunkt der Filmkritik waren von den Nationalsozialisten aus Deutschland vertriebene Autoren wie Siegfried Kracauer und Lotte Eisner. Die Filmkritik besprach nicht nur einzelne Filme, sondern wurde teils durch Übersetzung von Beiträgen aus den Cahiers du cinéma, teils durch eigene Beiträge zu einem wichtigen Verbreitungsorgan von filmtheoretischen Ansätzen wie Auteur-Theorie und Genre-Theorie.
Zu den Autoren der Filmkritik gehörten unter anderem Wilfried Berghahn, Hartmut Bitomsky, Wolf-Eckart Bühler, Harun Farocki, Helmut Färber, Frieda Grafe, Ulrich Gregor, Theodor Kotulla, Uwe Nettelbeck, Dietrich Kuhlbrodt, Peter Nau, Susanne Röckel, Günter Rohrbach, Heinz Ungureit und Wim Wenders.
In den 1960er und 1970er Jahren war die Zeitschrift das wichtigste Forum filmkünstlerischer und filmpolitischer Debatten in der Bundesrepublik. Mit Heft 333–334 endete ihre wechselhafte Geschichte im Jahr 1984.